# Кручинек
Кручинек (пол. Kruczynek, нім. Kruschin Hauland) — село в Польщі, у гміні Нове-Място-над-Вартою Сьредського повіту Великопольського воєводства.
Населення — 217 осіб (2011).
У 1975-1998 роках село належало до Познанського воєводства.

## Демографія
Демографічна структура станом на 31 березня 2011 року:
|          | Загалом | Допрацездатний вік | Працездатний вік | Постпрацездатний вік |
| -------- | ------- | ------------------ | ---------------- | -------------------- |
| Чоловіки | 102     | 24                 | 73               | 5                    |
| Жінки    | 115     | 33                 | 67               | 15                   |
| Разом    | 217     | 57                 | 140              | 20                   |